# 永遠の誓い (スティーヴィー・ワンダーの曲)
「永遠の誓い」（とわのちかい、原題：As）は、アメリカ合衆国の歌手スティーヴィー・ワンダーが1977年に発表した曲である。彼の18枚目のオリジナルアルバムとなる『キー・オブ・ライフ 』（1976年）に収録されている。 この曲はタムラから1977年10月にリリースされた。米Billboard Hot 100と及びソウルチャートで36位を記録した。 タイトル名は、歌詞の最初の単語から付けられた。

## カヴァー・ヴァージョン
- 笠井紀美子&ハービー・ハンコック  アルバム『バタフライ』に収録[2]。
- ジョージ・マイケル with メアリー・J. ブライジ『レディース・アンド・ジェントルマン…ザ・ベスト・オブ・ジョージ・マイケル』に収録。シングルカットもされた[3]。